# Isola Geniò
L'isola Geniò è un'isola dell'Italia, in Sardegna.